# آلوینیاک
الویگناک (به فرانسوی: Alvignac) یک کامین در فرانسه است که در Canton of Gramat واقع شده‌است.

## خصوصیات
الویگناک ۱۳٫۰۵ کیلومترمربع مساحت و ۶۷۵ نفر جمعیت دارد و ۸۶۰ متر بالاتر از سطح دریا واقع شده‌است.